# Liste des albums musicaux numéro un au Billboard 200 en 2003
Cette page présente les albums musicaux numéro 1 chaque semaine en 2003 au Billboard 200, le classement officiel des ventes d'albums aux États-Unis établi par le magazine Billboard. Les cinq meilleures ventes annuelles sont également listées.

## Classement hebdomadaire
| Date         | Artiste(s)                                | Titre                                                            | Référence |
| ------------ | ----------------------------------------- | ---------------------------------------------------------------- | --------- |
| 4 janvier    | Shania Twain                              | Up!                                                              |           |
| 11 janvier   | Divers artistes                           | 8 Mile Soundtrack (bande originale du film 8 Mile)               |           |
| 18 janvier   | Divers artistes                           | 8 Mile Soundtrack (bande originale du film 8 Mile)               |           |
| 25 janvier   | Norah Jones                               | Come Away with Me                                                |           |
| 1er février  | Norah Jones                               | Come Away with Me                                                |           |
| 8 février    | Norah Jones                               | Come Away with Me                                                |           |
| 15 février   | Dixie Chicks                              | Home                                                             |           |
| 22 février   | 50 Cent                                   | Get Rich or Die Tryin'                                           |           |
| 1er mars     | 50 Cent                                   | Get Rich or Die Tryin'                                           |           |
| 8 mars       | R. Kelly                                  | Chocolate Factory                                                |           |
| 15 mars      | Norah Jones                               | Come Away with Me                                                |           |
| 22 mars      | 50 Cent                                   | Get Rich or Die Tryin'                                           |           |
| 29 mars      | 50 Cent                                   | Get Rich or Die Tryin'                                           |           |
| 5 avril      | 50 Cent                                   | Get Rich or Die Tryin'                                           |           |
| 12 avril     | Linkin Park                               | Meteora                                                          |           |
| 19 avril     | Linkin Park                               | Meteora                                                          |           |
| 26 avril     | Godsmack                                  | Faceless                                                         |           |
| 3 mai        | Kelly Clarkson                            | Thankful                                                         |           |
| 10 mai       | Madonna                                   | American Life                                                    |           |
| 17 mai       | 50 Cent                                   | Get Rich or Die Tryin'                                           |           |
| 24 mai       | The Isley Brothers featuring Ronald Isley | Body Kiss                                                        |           |
| 31 mai       | Marilyn Manson                            | The Golden Age of Grotesque                                      |           |
| 7 juin       | Staind                                    | 14 Shades of Grey                                                |           |
| 14 juin      | Led Zeppelin                              | How the West Was Won                                             |           |
| 21 juin      | Metallica                                 | St. Anger                                                        |           |
| 5 juillet    | Monica                                    | After the Storm                                                  |           |
| 12 juillet   | Beyoncé                                   | Dangerously in Love                                              |           |
| 19 juillet   | Ashanti                                   | Chapter II                                                       |           |
| 26 juillet   | Ashanti                                   | Chapter II                                                       |           |
| 2 août       | Divers artistes                           | Bad Boys II: The Soundtrack (bande originale du film Bad Boys 2) |           |
| 9 août       | Divers artistes                           | Bad Boys II: The Soundtrack (bande originale du film Bad Boys 2) |           |
| 16 août      | Divers artistes                           | Bad Boys II: The Soundtrack (bande originale du film Bad Boys 2) |           |
| 23 août      | Divers artistes                           | Bad Boys II: The Soundtrack (bande originale du film Bad Boys 2) |           |
| 30 août      | Alan Jackson                              | Greatest Hits Volume II                                          |           |
| 6 septembre  | Divers artistes                           | The Neptunes Present... Clones (compilation)                     |           |
| 13 septembre | Mary J. Blige                             | Love & Life                                                      |           |
| 20 septembre | Hilary Duff                               | Metamorphosis                                                    |           |
| 27 septembre | John Mayer                                | Heavier Things                                                   |           |
| 4 octobre    | DMX                                       | Grand Champ                                                      |           |
| 11 octobre   | OutKast                                   | Speakerboxxx/The Love Below                                      |           |
| 18 octobre   | OutKast                                   | Speakerboxxx/The Love Below                                      |           |
| 25 octobre   | Ludacris                                  | Chicken-n-Beer                                                   |           |
| 1er novembre | Clay Aiken                                | Measure of a Man                                                 |           |
| 8 novembre   | Clay Aiken                                | Measure of a Man                                                 |           |
| 15 novembre  | OutKast                                   | Speakerboxxx/The Love Below                                      |           |
| 22 novembre  | Toby Keith                                | Shock'n Y'all                                                    |           |
| 29 novembre  | Jay-Z                                     | The Black Album                                                  |           |
| 6 décembre   | Britney Spears                            | In the Zone                                                      |           |
| 13 décembre  | Jay-Z                                     | The Black Album                                                  |           |
| 20 décembre  | Alicia Keys                               | The Diary of Alicia Keys                                         |           |
| 27 décembre  | Ruben Studdard                            | Soulful                                                          |           |

## Classement annuel
Les 5 meilleures ventes d'albums de l'année aux États-Unis selon Billboard :
1. 50 Cent - Get Rich or Die Tryin'
2. Norah Jones - Come Away with Me
3. Shania Twain - Up!
4. Dixie Chicks - Home
5. Avril Lavigne - Let Go